# Parc national Alerce Costero
Le parc national Alerce Costero (en espagnol : Parque Nacional Alerce Costero, prononcé en espagnol : [aˈlerse  kosˈteɾo]) est un parc national situé dans la Cordillera Pelada à environ 137 km de Valdivia et à 49 km de La Unión. Des Fitzroya poussent sur le territoire du parc, auquel ils ont donné leur nom. En effet, Alerce Costero peut se traduire par Fitzroya côtier. Le parc couvre une superficie de 24 000 hectares.

## Histoire

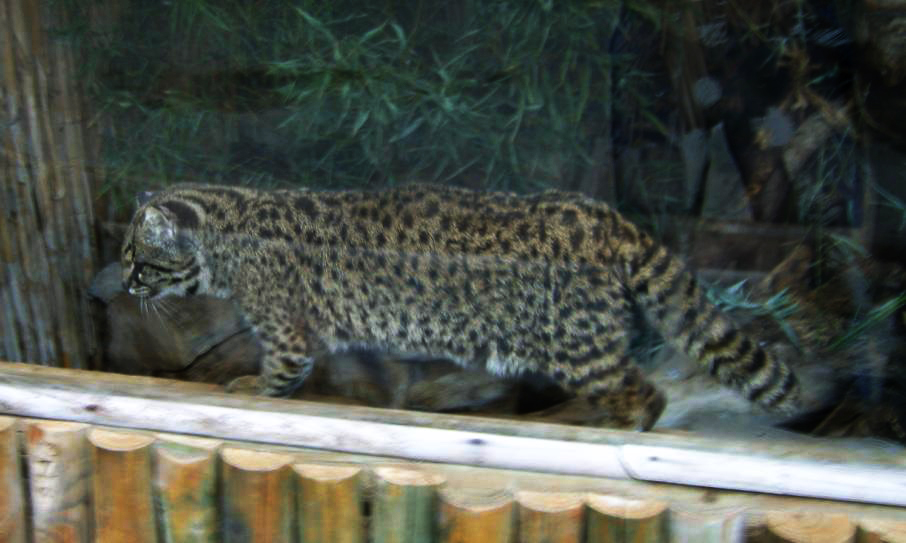
Kodkod.

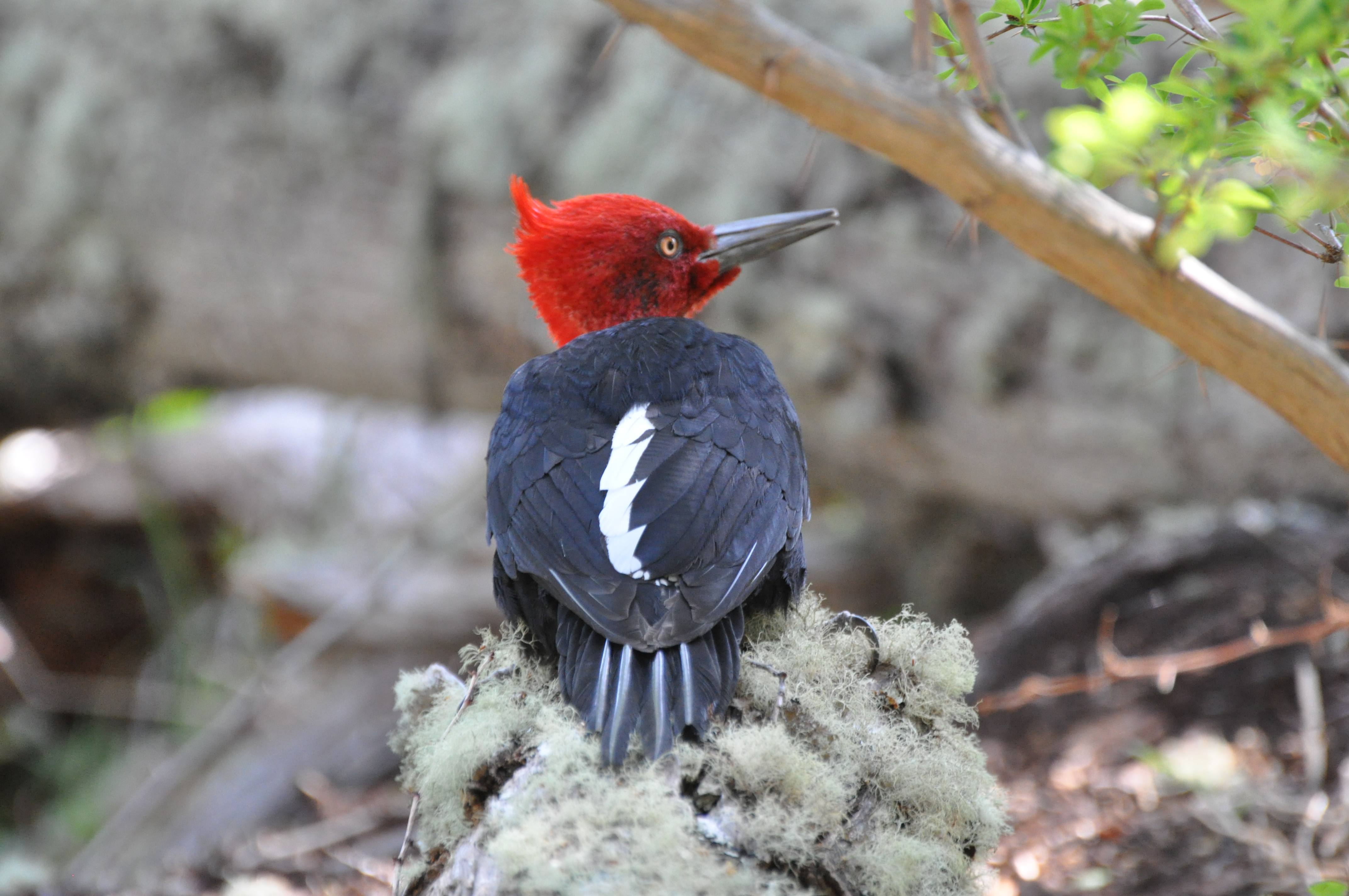
Pic de Magellan.

Le parc national Alerce Costero trouve son origine dans le monument national Alerce Costero, créé le 3 janvier 1987 par le gouvernement chilien. En 2012, le monument national reçoit le statut de parc national.
Le nouveau parc national est le résultat d'un partenariat public-privé qui permet l'unification des territoires du Monument national Alerce Costero, de la réserve nationale Valdivia et de la propriété Quitaluto avec des terrains offerts par The Nature Conservancy, qui est également propriétaire de la Réserve côtière valdivienne (en) située à proximité.